# Arsinoja II.
Arsinoja II. (starogrško Ἀρσινόη, Arsinóe) je bila ptolemajska princesa, po poroki z makedonskim kraljem Lizimahom kraljica Trakije, Male Azije in Makedonije in po poroki z bratom Ptolemajem II. Filadelfom  kraljica in regentka  ptolemajskega Starega Egipta, * 316 pr. n. št., † med julijem 270 pr. n. št. in 260 pr. n. št.

## Življenje

### Mladost
Arsinoja II. je bila prva hčerka faraona Ptolemaja I. Soterja, ustanovitelja helenistične Ptolemajske dinastije vladarjev Starega Egipta, in njegove druge žene Berenike I.

### Lizimahova soproga
Ko je bila stara okoli petnajst let, so jo poročili s kraljem Lizimahom, takrat starim okoli šestdeset let. Z njim je imela tri sinove:
- Ptolemaja I. Epigona[3][4][5]
- Lizimaha[6]
- Filipa[6]

Prvi kandidat za Lizimahovega naslednika je bil njegov najstarejši sin Agatoklej, katerega je Arsinoja zastrupila v korist svojih sinov. 

### Soproga Ptolemaja Kerauna
Po Lizimahovi smrti v bitki leta 281 pr. n. št. je pobegnila v Kasandrijo v Grčiji in se poročila s svojim polbratom Ptolemajem Keraunom, enim od sinov Ptolemaja I. Soterja in njegove prve žene Evridike. Poroka je bila politična, ker sta bila oba zahtevnika za Lizimahov prestol Makedonije in Trakije. Njuni medsebojni odnosi niso bili nikoli dobri. 
Ko je Ptolemaj Keraun okrepil svoj položaj, so začeli Arsinoja in njeni sinovi rovariti proti njemu. Keraun se jim je maščeval in ubil sinova Lizimaha in Filipa, Ptolemaju pa je uspelo pobegniti na sever v Dardansko kraljestvo. Arsinoja je pobegnila v Aleksandrijo pod zaščito svojega brata Ptolemaja II. Filadelfa. 

### Kraljica Egipta
Po vrnitvi v Egipt je začela rovariti proti ženi svojega brata Ptolemaja II. Arsinoji I. in dosegla, da so jo izgnali v južni Egipt. Po njenem izgonu se je poročila s svojim bratom. Zaradi obeh škandalov sta oba dobila vzdevek Filadelf (grško Φιλάδελφοι, Filádepfoi), v prostem prevodu »ljubeča se brat in sestra«.
Arsinoja II. je z bratom delila vse vladarske naslove in bila očitno zelo vplivna, saj je imela njej posvečena mesta, svoj kult, kar je bilo običajno, svojo podobo na kovancih, in prispevala k egipčanski zunanji politiki, vključno k Ptolemajevi zmagi v sirski vojni med Egiptom in Selevkidskim cesarstvom.
Po Posidipu iz Pele je na Olimpijskih igrah, morda leta 272 pr. n. št., zmagala na treh dirkah bojnih voz.

## Zapuščina
Po smrti jo je Ptolemaj II. še naprej omenjal v uradnih dokumentih, koval denar z njeno podobo in podpiral njen kult. S poveličevanjem Arsinoje kot boginje je hkrati utrjeval svoj lastni kult.

### Galerija
- Oktadrahma Arsinoje II., kovana med jenim vladanjem  z bratom Ptolemajem II.
- Arsinoja II.
- Oktadrahma Ptolemaja II. in Arsinoje II.; napis ΑΔΕΛΦΩΝ (ADELFON) pomeni »kovanec brata in sestre«
- "Gonzagova kameja", Hermitage